# 7 ore per farti innamorare
7 ore per farti innamorare è un film del 2020 scritto e diretto da Giampaolo Morelli (al suo esordio come regista) e basato sull'omonimo romanzo scritto dallo stesso Morelli.

## Trama
Giulio è un affermato giornalista di economia in procinto di sposarsi con la fidanzata Giorgia. Tuttavia, poco prima del matrimonio, Giulio scopre che Giorgia lo tradisce con Alfonso, il suo capo, cosa che lo porta a decidere di licenziarsi. Dopo essere stato rifiutato da diversi datori di lavoro perché ritenuto "troppo qualificato", Giulio riesce a farsi assumere dal direttore di Macho Man, una rivista maschile online per la quale dovrà occuparsi di alcune rubriche, tra le quali una dedicata alla seduzione; decide quindi di rivolgersi a Valeria, affascinante esperta in questo campo che insegna agli uomini come conquistare una donna in sette ore, convinta che l'attrazione sia una questione esclusivamente biologica.
L'articolo ha molto successo, quindi Giulio continua a frequentare il corso di Valeria anche perché vuole tentare di riconquistare Giorgia, che nel frattempo ha fissato una data per le nozze con Alfonso. Giulio cambia le proprie abitudini pur mantenendo una certa purezza nei sentimenti, cosa che intenerisce Valeria la quale, per aiutarlo a liberarsi dell'insicurezza, decide di farlo rincontrare con la sua cotta del liceo, Lina, la prima che l'ha fatto soffrire. Intanto Giorgia rimane colpita dal cambiamento di Giulio, mostrando una certa antipatia verso Valeria. Quest'ultima (che capisce di essersi innamorata di Giulio ma ha difficoltà nell'ammetterlo) va a trovare suo padre Gaetano, ricoverato in ospedale, dopo di che racconta a Giulio di come sua madre abbandonò lei e il marito per un altro uomo, da qui deriva il suo cinismo in fatto di relazioni.
Valeria è sempre più attratta da Giulio, il quale riceve una telefonata da Giorgia, che vorrebbe riprendere la loro relazione; all'incontro, però, Giulio rifiuta le sue avances perché ha compreso che sono troppo diversi e che il suo cuore è già occupato da Valeria. Lei però lo respinge perché convinta che non sia così diverso come credeva, ma dopo aver ascoltato le parole di suo padre, si pente e va a cercarlo nella redazione di Macho Man, scoprendo che ha dato le dimissioni e che sta per firmare un contratto con una rivista francese. Valeria lo raggiunge ad una festa al mare, cade in acqua ma viene raggiunta da Giulio; lei gli confessa di amarlo, e Giulio sceglie di continuare a lavorare per la rivista francese, ma di farlo rimanendo nella sede napoletana per stare con lei.

## Distribuzione
Originariamente il film avrebbe dovuto essere proiettato nei cinema dal 26 marzo 2020 ma, a causa della pandemia di COVID-19, è stato distribuito on demand dal 20 aprile. Successivamente, è stato distribuito anche nelle sale il 15 giugno.

## Riconoscimenti
- 2020 - Nastro d'argento[4]
  - Candidatura al migliore attore in un film commedia a Giampaolo Morelli
  - Candidatura alla migliore attrice in un film commedia a Serena Rossi
- 2020 - Globo d'oro[5]
- Candidatura alla miglior commedia
- 2020 - Ciak d'oro[6]
  - Candidatura alla miglior attrice protagonista a Serena Rossi